# Clinteria buffeventi
Clinteria buffeventi är en skalbaggsart som beskrevs av Thierry Bourgoin 1916. Clinteria buffeventi ingår i släktet Clinteria och familjen Cetoniidae. Inga underarter finns listade i Catalogue of Life.